# Collateralized Loan Obligation
Die Collateralized Loan Obligation (CLO; deutsch „besicherte Darlehensanleihe“; von englisch collateral für Kreditsicherheit) ist im Finanzwesen der Anglizismus für eine Gruppe von forderungsbesicherten Wertpapieren, die von einer Zweckgesellschaft emittiert wird und als Anleihedeckung eine Vielzahl von Krediten gegenüber Unternehmen oder Staaten in einem Pool vereinigt.

## Allgemeines
Die CLO ist zusammen mit der Collateralized Bond Obligation (CBO) eine Unterart der Collateralized Debt Obligation (CDO). Ihr Kreditportfolio setzt sich zusammen aus unverbrieften Forderungen (Buchkrediten) gegenüber Unternehmen (Unternehmensfinanzierungen wie Investitionskredite) und Staaten (Staatsfinanzierungen).
Die erste, mit einem Emissionsrating versehene CLO gelangte 1990 auf den Kapitalmarkt.

## Einordnung
Im Rahmen der Verbriefung sind CDOs wie folgt einzuordnen:
| Asset Backed Securities (ABS)             | Unterart/Portfolio |
| ----------------------------------------- | --- |
| Asset Backed Securities im engeren Sinn:  | Autokredite, Bankkredite, Kreditkartenforderungen, Leasingforderungen |
| Mortgage Backed Securities (MBS)          | Hypothekenbesichertes Wertpapier Collateralized Mortgage Obligations (CMO) Commercial Mortgage Backed Securitisation (CMBS) Residential Mortgage Backed Securities (RMBS) |
| Collateralized Debt Obligations (CDO)     | Collateralized Bond Obligations (CBO), Collateralized Loan Obligations (CLO)                                                                                              |
| Asset Backed Securities im weiteren Sinn: | besichertes Geldmarktpapier (ABCP) |

Während die Asset Backed Securities im engeren Sinn auf dem Kapitalmarkt gehandelt werden, sind die besicherten Geldmarktpapiere typische Handelsobjekte auf dem Geldmarkt.

## Arten
Generell wird unterschieden zwischen True-Sale- und Synthetic-Sale. Beim True Sale handelt es sich um die echte Veräußerung der Bankkredite an die Zweckgesellschaft. Wird dagegen das Kreditrisiko über Kreditderivate (etwa Credit Default Swaps mit dem Pool als Sicherungsgeber) transferiert, handelt es sich um synthetische CLOs.

## Ablauf
Eine Zweckgesellschaft (englisch special purpose vehicle) erwirbt von mehreren Kreditinstituten (die Originatoren genannt werden) Bankkredite gegenüber Unternehmen und Staaten im Wege des Forderungskaufs und bringt diese in einen von der Zweckgesellschaft errichteten Pool ein. Insbesondere enthält dieser Pool Bankkredite an kleine und mittlere Unternehmen mit noch vertretbarem Kreditrating, wodurch die Banken ihre Eigenmittelunterlegung verringern können. Durch Risikostreuung auf viele Kreditnehmer und verschiedene Kreditarten mit Branchenmix erfolgt eine Risikodiversifizierung im Pool, welche die Granularität erhöht und das Klumpenrisiko ermäßigt. Die in den Pool eingebrachten Kredite werden durch Verbriefung (englisch securitisation) in handelbare CLOs „umverpackt“ (englisch repackaging) und auf dem Kapitalmarkt veräußert. Die Erlöse aus der CLO-Anleihe werden zur Finanzierung des Pools verwendet.
Um für die CLO ein besseres Rating als für die im Pool befindlichen Forderungen zu erhalten, wird auch das Instrument des Credit Enhancements eingesetzt. Häufigste Form ist hierbei die Übersicherung (englisch overcollateralization), indem der Pool einen deutlich höheren Nominalwert aufweist als der Nominalwert der CLOs.

## Wirtschaftliche Aspekte
Forderungsbesicherte Wertpapiere sind ein Risikotransfer, weil der eigentliche Risikoträger (wie etwa eine Bank bei Unternehmensfinanzierungen) sein Finanzrisiko an einen Anleger übertragt. Im Ergebnis werden daher nicht oder nur schwer handelbare Forderungen in handelbare Finanzprodukte umgewandelt und führen zu einer Rekapitalisierung der Banken. Der Nominalzins der besicherten Wertpapiere richtet sich nach Bonität und Rating der zugrunde liegenden Forderungen. Nach Risikodiversifizierung verbleibt stets das systematische Risiko, das nicht durch Risikodiversifizierung beseitigt werden kann und bei derartigen Finanzinstrumenten nicht unterschätzt werden darf.
CLOs werden oft in mehreren Tranchen vermarktet, wobei die obersten Tranchen (englisch senior CLOs) gegenüber den übrigen (englisch Mezzanine und englisch junior/equity CLOs) bevorrechtigt sind. Die Verteilung der Cashflows aus dem Pool hängt somit von der Rangfolge der CLO-Tranchen ab. Senior-Tranchen werden vor der Mezzanine und diese vor der Equity-Tranche bedient. Verluste werden also zuerst von den Equity-Tranchen getragen.
Von Medien und Wissenschaftlern wurden die Komplexität von CLO-Produkten, die mangelnde Markttransparenz der Produkte, das Versagen der Ratingagenturen bei der korrekten Bewertung dieser Instrumente und die mangelnde Bankenaufsicht der staatlichen Organe für die finanziellen Verwerfungen der Finanzkrise ab 2007 verantwortlich gemacht. Auch die CLOs mit einem hohen Ranking bestanden zum großen Teil aus so genannten Subprime-Darlehen, also Krediten an einkommensschwache Gesellschaftsschichten mit variablen Zinsen. Die Originatoren haben also sichere Hypotheken mit hoch risikoreichen vermischt und dann mit einem guten Rating der Ratingagenturen weiterverkauft. Das Versagen der Ratingagenturen wie Moody’s oder Standard & Poor’s in der Bewertung dieser CLOs wirft noch heute Fragen auf.

## Anlegerrisiko
Einige Merkmale der ABS-Anleihen wirken zwar risikomindernd (Granulärität, Ringfencing und Risikostreuung), doch beinhalten die Portfolios ein systematisches Risiko, das etwa aus einem Marktrisiko und/oder Zinsrisiko bestehen kann, das alle im Portfolio vorhandenen Forderungen gemeinsam treffen kann. Bei der Subprime-Krise ab August 2007 gab es in den USA eine Immobilienblase, welche die Mortgage Backed Securities durch eine zunehmende Zahl von Zwangsversteigerungen traf. Die nachfolgende Finanzkrise ab 2007 hat gezeigt, wie vulnerabel die verheißene – und durch Ratingagenturen bestätigte – Anlegersicherheit tatsächlich sein kann. Die durchweg guten Ratings standen im Gegensatz zum Credit Spread der CDOs und CLOs, der ein höheres Anlagerisiko signalisierte. Ähnlich ist die Situation bei einem Hochzinsniveau, weil viele Kreditnehmer ihre Kreditzinsen nicht mehr bezahlen können und damit das Risiko im Portfolio erhöhen. Wertpapiere, die aus Verbriefungenentstammen, dürfen seit der Verbriefungsregulierung aus dem Jahr 2019 (Verbriefungsverordnung (EU) 2017/2402) nur noch an institutionelle Anleger verkauft werden, wie z. B. Pensionskassen, die allerdings CLOs nur im Sicherungsvermögen halten dürfen, solange ein sicheres Rating vorliegt. Im Fall einer deutlichen Rating-Herabstufung mussten viele Anleger ihre CLOs verkaufen, fanden jedoch oft keine Käufer. Dadurch kam es zu drastischen Wertminderungen.
Die besonderen Finanzrisiken, die von CLOs ausgehen, werden dadurch verstärkt, dass sich trotz der gestiegenen Bedeutung nur wenige Experten mit solchen Märkten für strukturierte Finanzprodukte auskennen.